# Horne
Horne – wieś i civil parish w Anglii, w Surrey, w dystrykcie Tandridge. W 2011 roku civil parish liczyła 811 mieszkańców.
Na początku 1944 roku w trzy miesiące na okolicznym polu przygotowano tymczasowe lotnisko dla wsparcia lądowania w Normandii. Było ono używane przez dywizjon 303 przez 7 tygodni od 30 kwietnia do 18 czerwca 1944 roku. Potem było wykorzystywane jako miejsce kotwiczenia balonów przeciwko pociskom V-1, kierowanym na Londyn. W 1945 roku teren zwrócono na pola uprawne. 